# 69. Sinfonie (Haydn)
Die Sinfonie C-Dur Hoboken-Verzeichnis I:69 komponierte Joseph Haydn wahrscheinlich um 1774/75. Das Werk trägt den nicht von Haydn stammenden Titel „Laudon“, der sich auf den Feldmarschall Gideon Ernst von Laudon bezieht.

## Allgemeines

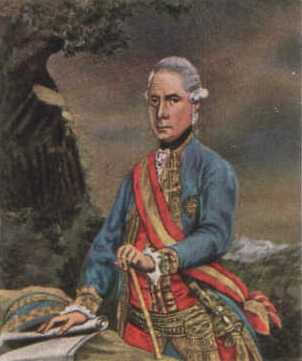
Feldmarschall Laudon

Die Sinfonie Nr. 69 komponierte Haydn wahrscheinlich um 1774/75 während seiner Anstellung als Kapellmeister beim Fürsten Nikolaus I. Esterházy. Die Bezeichnung „Laudon“ geht auf den Wiener Verleger Artaria zurück. Dieser veröffentlichte 1784 eine Klavierfassung des Werkes als „Sinfonie Loudon“. Der Name bezieht sich auf den populären österreichischen Feldmarschall Gideon Ernst Freiherr von Laudon (1717–1790) und sollte wahrscheinlich verkaufsfördernd wirken. Haydn hatte diese Bearbeitung durchgesehen und am 8. April 1783 an Artaria geschrieben:

„Uebersende unterdessen Euer Wohledlen die Sinfonie, welche so voller Fehler war, daß man den Kerl, so es geschrieben, die Bratze abhauen sollte. Das letztere oder 4te Stück dieser Sinfonie ist für das Clavier nicht prakticabel: ich finde es auch nicht für nöthig, dasselbe beizudrucken: das Wort Laudon wird zur Beförderung des Verkaufes mehr als zehen Finale beytragen.“

Das Finale wurde dann auch in der Klavierbearbeitung weggelassen, erscheint aber in anderen Klavierauszügen des Werkes. Artaria hatte offenbar zu dem Klavierauszug eine Violinstimme geplant, die Haydn in seinem Brief vom 18. Juni 1783 ablehnt:

„Uebersende hiermit die Laudonische Sinfonie, von welcher die Violinstimme gar nicht nothwendig ist, folglich ganz aussen bleiben kann.“

Der Name „Laudon“ findet sich auch auf Abschriften der Sinfonie Nr. 48, was wohl eine Verwechslung wegen des ähnlichen Anfangs der ersten Sätze ist. Die Sinfonie Nr. 69 wird in der Literatur verschieden bewertet: Sie wurde 1784 vom Verleger Hummel als „Opus 20“ zusammen mit anderen Sinfonien (u. a. Nr. 61) gedruckt. Ernst Ludwig Gerber führt die Sinfonie Nr. 69 in der Besprechung dieses Druckes in seinem „Lexikon der Tonkünstler“ (1812–1814) als „vortrefflich“ an:

„Op. 20) Berlin b. Hummel, 1784 (…). No. 1 ist der Laudon, und da die beyden folgenden dieser an Vortrefflichkeit nicht nachstehen, so ist dies genug gesagt.“

Aufgrund derselben Tonart, des ähnlichen Anfangs der ersten Sätze und den Beinamen mit einer historischen Persönlichkeit wird die Sinfonie Nr. 69 oft mit Nr. 48 („Maria Theresia“) verglichen. Unter Aufgriff der sehr negativen Kritik der Sinfonie Nr. 69 bei Howard Chandler Robbins Landon (1955) bezeichnet auch Walter Lessing (1989) das Werk als Enttäuschung:

„(…) Und nun der Anfang von Nr. 69. Auch hier erscheint das Thema – mit demselben charakteristischen Oktavsprung zu Beginn – zweimal, doch dieses unmittelbare Nacheinander bewirkt keine besondere Spannung, keinen Kontrast, selbst das anschließende Crescendo und das Fortissimo-Tutti des ganzen Orchesters reichen keineswegs an die großartige Wirkung der älteren C-dur-Sinfonie heran (…). Auch den anderen Sätzen merkt man an, daß sie keiner sehr inspirierten Stunde entstammen. Auf einen ziemlich nichtssagenden langsamen Satz, angefüllt mit ermüdenden Tonwiederholungen, folgt ein harmlos gefälliges, rokokohaftes Menuett, dem lediglich ein prunkvolles klangliches Gewand umgehängt ist. Und im rondoförmigen Finale kann auch der Glanz von Hörnern und Trompeten nicht über viele öde Stellen hinwegtäuschen. Kein Zweifel: hätte Haydn nur Sinfonien wie diese hinterlassen, sein Name wäre schwerlich in die Musikgeschichte eingegangen.“

Andere Autoren sehen das Werk trotz seiner Züge von Routine nicht so negativ:
- Anthony Hodgson (1976)[8] weist bei dem Werk auf die besondere Bedeutung der Wahl von Tempo und Rhythmus durch den Dirigenten für die Gesamtwirkung hin und lobt das Presto als wirkungsvolle „Schlacht-Musik“.[9]
- Nach James Webster (1999)[10] ist die Sinfonie so interessant und originell wie die vorangegangenen, obgleich im Charakter ganz anders. Das Werk sei ein Beispiel für den Aspekt des „leichten Hörens“ in Haydns damaliger Schaffensphase: „unmittelbar zugänglich und satztechnisch mit leichter Hand gearbeitet; es bewegt sich innerhalb vertrauter Stile und Konventionen und weist nur wenige Stellen von expressiver Intensität auf; die ausgedehnten Abschnitte, thematischen Gruppen, Überleitungen usw. sind kristallklar.“[11]
- Nach Michael Walter (2007/2010)[12] ist „kaum zu bestreiten, dass die Sinfonien Nr. 69 und Nr. 61 Beispiele für einen gewissen routinierten Zug in Haydns Sinfonien-Kompositionen sind, der wohl damit zu erklären ist, daß er seit 1776 auch als Opernimpressario in Esterháza tätig war und auch als Opernkomponist in Erscheinung treten mußte.“ Die Sinfonie Nr. 69 biete (ebenso wie Nr. 61) „kultivierte Unterhaltung auf einem Niveau, das zu Erreichen die Komponistenkollegen Haydns schon wegen dessen origineller Einfälle Mühe gehabt haben dürften.“[13]

## Zur Musik
Besetzung:  zwei Oboen, zwei Fagotte, zwei Hörner, zwei Trompeten, Pauken, zwei Violinen, Viola, Cello, Kontrabass. Über die Beteiligung eines Cembalo-Continuos in Haydns Sinfonien bestehen unterschiedliche Auffassungen.
Aufführungszeit:  ca. 20 bis 25 Minuten (je nach Einhalten der vorgeschriebenen Wiederholungen).
Bei den hier benutzten Begriffen der Sonatensatzform ist zu berücksichtigen, dass dieses Schema in der ersten Hälfte des 19. Jahrhunderts entworfen wurde (siehe dort) und von daher nur mit Einschränkungen auf die Sinfonie Nr. 69 übertragen werden kann. – Die hier vorgenommene Beschreibung und Gliederung der Sätze ist als Vorschlag zu verstehen. Je nach Standpunkt sind auch andere Abgrenzungen und Deutungen möglich.

### Erster Satz: Vivace
C-Dur, 2/2-Takt (alla breve), 184 Takte

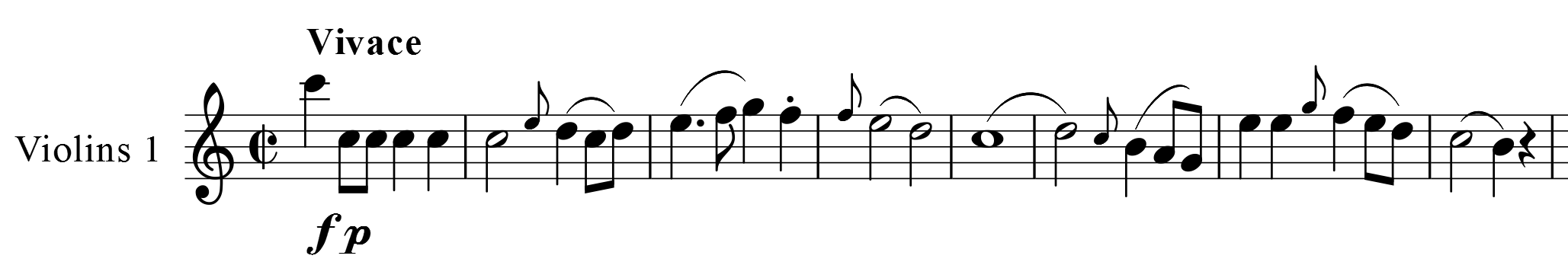
Beginn des Vivace

Das erste Thema ist aus zwei viertaktigen Hälften aufgebaut, wobei die erste Hälfte mit ihrem fanfarenen- bis marschartigen Charakter eine auffällige Ähnlichkeit zum Anfang der Sinfonie Nr. 48 aufweist. Bis auf den Akkordschlag, der vom ganzen Orchester gespielt wird, ist der Rest des Themas sanglich im Piano gehalten, die erste Hälfte lediglich für Oboen und Violinen, die zweite für Violinen und begleitendes Cello instrumentiert. Das Thema wird wiederholt, anschließend steigert sich der Kopf der zweiten Hälfte im Crescendo bis zum Fortissimo, wo das Geschehen nach fanfarenartiger Akkordmelodik mit drei Akkordschlägen in der Dominante G-Dur kurzfristig zum Stehen kommt. Der Kopf der zweiten Themenhälfte wird nun nochmals von G-Dur ausgehend sich aufwärts schraubend wiederholt, anschließend folgt eine kurze Verarbeitung mit den beiden Achtelfiguren des ersten Themas. Nach fallenden Staccato-Ketten im Dialog der Instrumente führen wiederum Akkordschlägen (nun als D-Dur – Septakkorde) zu einer Stauung, die das zweite Thema ankündigen.
Auch das zweite Thema (ab Takt 45, G-Dur) ist wie das erste aus zwei viertaktigen Hälften strukturiert. Die Streicher spielen piano eine sangliche Melodie, die mit Beteiligung der 1. Oboe und begleitendem Fagott wiederholt wird. Die Schlussgruppe bringt zunächst energische, aufsteigende Achtelketten im Unisono, am Ende der Exposition geben die solistischen Oboen und die Violinen kurze, konstratierende Piano-Einwürfe als Staccato-Terzen.
Die Durchführung beginnt als Variante des ersten Themas in E-Dur: Der Wechsel von forte zu piano erfolgt erst im zweiten Takt (nicht bereits nach dem Oktavsprung abwärts), weiterhin ist die zweite Hälfte durch eine Variante der ersten ersetzt. Die Musik scheint sich dann in der Figur mit dem punktierten Rhythmus (aus Takt 3 des Themas) im a-Moll-Pianissimo zu verlieren, ehe in Takt 84 das ganze Orchester fortissimo unter Synkopenbegleitung die Achtelfiguren des ersten Themas verarbeitet und dabei verschiedene Tonarten streift. Dieser Kontrast zwischen Zurücknahme im Pianissimo und darauffolgendem Forte-Einsatz wird in der Durchführung noch weitere zwei Male praktiziert: Nach einigen Akzenten staut sich die Musik wiederum in Akkordschlägen von E-Dur, mit der die Durchführung begonnen hatte. Anschließend bekommt das zweite Thema einen Auftritt in a-Moll, und auch hier wird die erste Hälfte als Variante (mit Dur-Schluss) wiederholt. Erneut scheint die Musik pianissimo zu verebben, indem sich die Tonrepetition vom Thema zum Liegeton ausweitet, dann beginnt mit Dreiklangsfiguren in halben Noten ein aufstrebendes Crescendo. Der letzte Abschnitt der Durchführung greift auf die Staccato-Terz aus der Schlussgruppe zurück, die im Dialog der Violinen (staccato) sowie der Oboen und Fagotte (legato) aufwärts wie abwärts gespielt wird. In der Überleitung zur Reprise wird das Auslaufen im Pianissimo mit anschließendem Forte-Einsatz zum dritten Mal mit dem Terzmotiv durchgeführt.
In der Reprise ab Takt 136 sind die Hörner bei der Themenwiederholung in der ersten Hälfte mit stimmführend, die variierte zweite Hälfte geht dann direkt ins zweite Thema über. Daraufhin schließt wie in der Exposition die Schlussgruppe mit ihren aufsteigenden Unisono-Achtelketten an, anstelle des Terzmotivs folgt nun aber die vor dem zweiten Thema ausgelassene Passage der fallenden Achtelketten. Die Coda ist mit einer Variante der zweiten Hälfte vom ersten Thema und einer Schlussfanfare gestaltet. Exposition sowie Durchführung und Reprise werden wiederholt.

### Zweiter Satz: Un poco adagio più tosto andante
F-Dur, 3/4-Takt, 122 Takte
Die Streicher stellen piano das ausgedehnte erste Thema vor (Takt 1 bis 12, Violinen spielen mit Dämpfer). Hauptelemente sind der in Tonrepetition aufsteigenden F-Dur – Dreiklang sowie die anschließende, in Sekunden absteigende Linie in abgesetzten Bewegung. Beide Elemente sind für das weitere Thema und den weiteren Satzaufbau von Bedeutung. Das Thema wird ohne den aufsteigenden Eröffnungsdreiklang wiederholt (Takt 13 bis 21). Anschließend setzen zunächst der Bass (mit Fagott), dann die Violinen und schließlich die Streicher als Gesamtheit die abgesetzte Bewegung fort und wechseln dann unter Beteiligung der Bläser mit neuem Material und inklusive kurzer Molltrübung zur Doppeldominante G-Dur, die dominantisch zum folgenden Eintritt des zweiten Themas in C-Dur wirkt.
Das zweite Thema (ab Takt 33, Dominante C-Dur), ein „reizvoll keckes hemiolisches Hoquetusthema“, wird ebenfalls nur von den Streichern vorgestellt. Es ist in seiner auftaktigen Stimmführung zwischen Ober- und Unterstimmen aufgeteilt. Die Pendelfigur vom Ende des Themas steigert sich anschließend unter Beteiligung des ganzen Orchesters bis zum Forte, um danach wieder bis ins Pianissimo zurückzufallen – am Ende der Exposition mit charakteristischem Dreiklangsmotiv im Bass.
Die Durchführung, die überwiegend nur für Streicher gehalten ist, wechselt ausgehend von der Pendelfigur im Bass in einer opernhaft-dramatischen Geste über den D-Dur – Septakkord zum ersten Thema in g-Moll. Im weiteren Verlauf wird dann die Tonrepetition mit der abgesetzten Bewegung vom ersten Thema kombiniert. Haydn wechselt anschließend nach E-Dur, das dominantisch zum folgenden Eintritt des zweiten Themas in a-Moll wirkt. Danach erfolgt ein weiterer Wechsel zum C-Dur – Septakkord, der in ausholender, gleichmäßiger Bewegung der 1. Violine betont wird, ehe die Musik schließlich als wiederholte „Frage“ der 1. Violine abbricht.
In der Reprise ab Takt 84 sind Fagotte und Hörner mit beteiligt. Die Themenwiederholung wendet sich nach wenigen Takten in die verkürzte Überleitungspassage zum zweiten Thema. Zweites Thema und Schlussgruppe sind ähnlich zur Exposition strukturiert. Exposition sowie Durchführung und Reprise werden wiederholt.

### Dritter Satz: Menuetto
C-Dur, 3/4-Takt, mit Trio 50 Takte
Das Menuett ist durch seine einfache Harmonik, die fanfarenartigen Dreiklangsbrechungen und die Auftakt-Triolen gekennzeichnet. Es steht durchweg im Forte. Im zweiten Teil kommt es vor dem Wiederaufgreifen des ersten Teils zu einer Akzentverschiebung durch Triolen auf dem ersten und zweiten Viertelschlag.
Im Trio (ebenfalls C-Dur) spielen 1. Oboe und 1. Violine eine liedhaft-tänzerische, auftaktige Melodie in abgesetzter Achtelbewegung.

### Vierter Satz: Finale. Presto
C-Dur, 2/4-Takt, 241 Takte
Der Satz ist als Rondo strukturiert:
- Vorstellung des Refrains (Takt 1 bis 20), der nach dem Muster A-B-A aufgebaut ist (A sowie B-A werden wiederholt). Das auftaktige Thema mit periodischer Struktur wird von der 1. Violine vorgetragen, begleitet lediglich von der 2. Violine mit ihrer versetzt einsetzenden Gegenstimme.
- Das Couplet 1 weitet den Themenkopf zur Fanfare im ganzen Orchester aus, wechselt dann zur Dominante G-Dur, brilliert mit Tremolos, überraschend harmonisch entfernten Akkorden, lebhaften synkopierten Rhythmen[11] sowie dynamischen Kontrasten mit Steigerung bis zum Fortissimo-Ausbruch (Takt 43).
- Refrain (Takt 76 bis 94) in den Streichern (d. h. mit Bassbegleitung).
- Das Couplet 2 (Takt 95 bis 169) beginnt im dramatischen c-Moll – Fortissimo: die Violinen spielen versetzt ein Motiv aus Tonrepetition und Sekunde abwärts, das an den Beginn eines Fugenthemas erinnert. Beim Zusammenspiel entstehen charakteristische Dissonanzen. Der Bass begleitet als durchlaufende Bewegung, die mit dem rhythmischen Motiv vom Ende des ersten Couplets angereichert ist. Das rhythmische Motiv verselbständigt sich bis zum Unisono. Nach weiterer Verarbeitung des „Fugenthemas“ in den Violinen wird die Bewegung mit dem rhythmischen Motiv in der 1. Violine „über geheimnisvollen langsam wechselnden Harmonien“[11] in einer langen Passage bis ins Pianissimo zurückgenommen (Takt 131 bis 169).
- Refrain (Takt 170 bis 192) im Forte und vom ganzen Orchester gespielt.
- Die Coda (Takt 193 bis 241) bringt anfangs den Themenkopf im versetzten Einsatz der Violinen und beendet dann den Satz in einer ausführlichen, fanfarenartigen Stretta.

Antony Hodgson lobt den Satz als wirkungsvolle „Schlacht-Musik“.